# Тайський календар
У Таїланді поряд з іншими використовуються дві основні календарні системи:
- тайський сонячний календар, заснований на григоріанському календарі, який використовується для офіційних і денних цілей;
- тайський місячний календар (версія буддійського календаря), використовується для традиційних подій і буддійських релігійних практик.